# Valsartan
Valsartán je  nepeptidni zaviralec angiotenzina II, ki se uporablja za zdravljenje povišanega krvnega tlaka (hipertenzije). Na tržišču je pod zaščitenim imenom Diovan podjetja Novartis, so pa že utržena tudi generična zdravila, v Sloveniji na primer: Gervaton, Valsacor ...

## Indikacije
Valsartan se uporablja za zdravljenje:
- primarne hipertenzije pri bolnikih, starejših od 6 let;
- klinično stabilnih odraslih bolnikov s simptomatskim srčnim popuščanjem ali  asimptomatsko sistolično disfunkcijo levega prekata po nedavni srčni kapi (nedavna srčna kap pomeni, da je nastopila v času pred 12 urami do 10 dnevi)
- simptomatskega srčnega popuščanja pri odraslih bolnikih v primerih, ko ni mogoče uporabiti zaviralcev angiotenzin pretvarjajočega encima (ACE) ali kot dodatno zdravljenje poleg zaviralcev ACE, ko ni mogoče uporabiti zaviralcev adrenergičnih receptorjev beta

## Neželeni učinki
Losartan povzroča naslednja zelo pogosta neželena učinka (ki se pojavita pri več kot 10 odstotkih bolnikov): omotica in povišanje dušika sečnine v krvi. Pogosti neželeni učinki (ki se pojavijo pri 1 do 10 % bolnikov) zdravila valsartan so hipotenzija (znižan krvni tlak), ortostatska hipotenzija, omedlevica, utrujenost, ortostatska omotičnost, glavobol, vrtoglavica, zvišana raven kalija v krvi (hiperkaliemija), driska, bolečina v trebuhu, slabost, nevtropenija, bolečina v sklepih, bolečina v hrbtu, zamegljen vid, povišanje kreatinina v krvi, ledvična odpoved, kašelj, virusne okužbe.